# Довер (Масачусетс)
Довер (енгл. Dover) насељено је место без административног статуса у америчкој савезној држави Масачусетс.

## Демографија
По попису из 2010. године број становника је 2.265, што је 49 (2,2%) становника више него 2000. године.
| Група             | 2000.         | 2010.         |
| Белци             | 2.114 (95,4%) | 2.115 (93,4%) |
| Афроамериканци    | 2 (0,1%)      | 11 (0,5%)     |
| Азијати           | 66 (3,0%)     | 102 (4,5%)    |
| Хиспаноамериканци | 23 (1,0%)     | 20 (0,9%)     |
| Укупно            | 2.216         | 2.265         |